# Club Aurora
Club Aurora jest boliwijskim klubem piłkarskim z miasta Cochabamba.

## Osiągnięcia
- Mistrz Boliwii (Liga de Fútbol Profesional Boliviano) (2): 1963, 2008 Clausura
- Wicemistrz Boliwii (4): 1960, 1961, 1964, 2004 Apertura
- Mistrz drugiej ligi boliwijskiej: 2002

## Historia
Klub założony został 27 maja 1935 i rozgrywa swoje mecze domowe na stadionie Estadio Felix Capriles mogącym pomieścić 35000 widzów.
Barwy klubu: biało-niebieskie.

## Aktualny skład
- bramkarz Diter Alquiza
- bramkarz Luis Ñandauca
- bramkarz Max Rougher
- bramkarz Yasmani Becerra
- obrońca Diego Bengolea
- obrońca Limbert Morejon
- obrońca Pedro Aguirrez
- obrońca Adrian Cuadrado
- obrońca Leonardo Torrico
- obrońca Iván Huayhuata
- obrońca Carlos Sosa
- obrońca Daniel Zamorano
- obrońca Brian Daza
- obrońca Rubén Felipe
- obrońca Yuri Villarroel
- pomocnik Richard Rojas
- pomocnik Aldo Gutierrez
- pomocnik Ronal Justiniano
- pomocnik Sergio Salas
- pomocnik Joe Escobar
- pomocnik Sergio Cuenca
- pomocnik Felix Montes
- napastnik Oliver Fernandez
- napastnik Carlos Cárdenas
- napastnik Claudio Rojas
- napastnik Gustavo Aguirre